# Панамериканский Кубок по волейболу среди мужчин 2010
5-й розыгрыш Панамериканского Кубка по волейболу среди мужчин прошёл с 24 по 29 мая 2010 года в Сан-Хуане (Пуэрто-Рико) с участием 9 национальных сборных команд стран-членов NORCECA и CSV. Победителем в 4-й раз стала сборная США.
С 2010 года в турнире разыгрывается путёвка в квалификационный раунд Мировой лиги. В связи с эти в розыгрыше Панамериканского Кубка стали принимать участие сборные команды из Южной Америки.

## Команды-участницы
- NORCECA: Доминиканская Республика, Канада, Мексика, Пуэрто-Рико, США.
- CSV: Аргентина, Бразилия, Венесуэла, Колумбия.

## Система проведения турнира
9 команд-участниц на предварительном этапе разбиты на три группы. Две лучшие команды из числа победителей групп напрямую выходят в полуфинал плей-офф. Оставшийся победитель и команды, занявшие в группах 2-е места, выходят в четвертьфинал и определяют ещё двух участников полуфинала. Полуфиналисты по системе с выбыванием определяют призёров первенства. Итоговые 5—6-е места  разыгрывают проигравшие в 1/4-финала.

## Предварительный этап

### Группа А
| М | Команда  | 1   | 2   | 3   | И | В | П | С/П | О |
| - | -------- | --- | --- | --- | - | - | - | --- | - |
| 1 | Бразилия |     | 3:2 | 3:1 | 2 | 2 | 0 | 6:3 | 4 |
| 2 | Канада   | 2:3 |     | 3:0 | 2 | 1 | 1 | 5:3 | 3 |
| 3 | Колумбия | 1:3 | 0:3 |     | 2 | 0 | 2 | 1:6 | 2 |

24 мая: Бразилия — Колумбия 3:1 (25:17, 25:14, 24:26, 25:23).
25 мая: Бразилия — Канада 3:2 (16:25, 20:25, 25:20, 25:23, 15:8).
26 мая: Канада — Колумбия 3:0 (28:26, 25:16, 25:14).

### Группа В
| М | Команда     | 1   | 2   | 3   | И | В | П | С/П | О |
| - | ----------- | --- | --- | --- | - | - | - | --- | - |
| 1 | США         |     | 3:1 | 3:2 | 2 | 2 | 0 | 6:3 | 4 |
| 2 | Пуэрто-Рико | 1:3 |     | 3:2 | 2 | 1 | 1 | 4:5 | 3 |
| 3 | Мексика     | 2:3 | 1:3 |     | 2 | 0 | 2 | 3:6 | 2 |

24 мая: Пуэрто-Рико — Мексика 3:1 (25:20, 21:25, 25:23, 25:18).
25 мая: США — Мексика 3:2 (19:25, 25:23, 25:18, 26:28, 15:9).
26 мая: США — Пуэрто-Рико 3:1 (19:25, 25:19, 25:18, 25:23).

### Группа С
| М | Команда                  | 1   | 2   | 3   | И | В | П | С/П | О |
| - | ------------------------ | --- | --- | --- | - | - | - | --- | - |
| 1 | Аргентина                |     | 3:0 | 3:0 | 2 | 2 | 0 | 6:0 | 4 |
| 2 | Доминиканская Республика | 0:3 |     | 3:0 | 2 | 1 | 1 | 3:3 | 3 |
| 3 | Венесуэла                | 0:3 | 0:3 |     | 2 | 0 | 2 | 0:6 | 2 |

24 мая: Аргентина — Доминиканская Республика 3:0 (25:19, 26:24, 25:22).
25 мая: Аргентина — Доминиканская Республика 3:0 (25:13, 25:19, 25:22).
26 мая: Доминиканская Республика — Венесуэла 3:0 (25:18, 25:17, 25:19).

## Плей-офф

### Четвертьфинал
27 мая
США — Доминиканская Республика 3:0 (25:14, 25:18, 25:18)
Пуэрто-Рико — Канада 3:2 (25:23, 17:25, 25:22, 28:30, 16:14)

### Полуфинал за 7—9 места
27 мая
Колумбия — Венесуэла 3:2 (25:22, 19:25, 21:25, 25:21, 17:15)

### Полуфинал за 1—4 места
28 мая
США — Бразилия 3:0 (26:24, 26:24, 25:18)
Аргентина — Пуэрто-Рико 3:2 (27:29, 23:25, 25:20, 25:22, 15:10)

### Матч за 7-е место
28 мая
Мексика — Колумбия 3:1 (25:19, 23:25, 25:15, 25:20)

### Матч за 5-е место
29 мая
Канада — Доминиканская Республика 3:0 (25:15, 28:26, 25:10).

### Матч за 3-е место
29 мая
Пуэрто-Рико — Бразилия 3:1 (25:18, 25:17, 16:25, 25:17)

### Финал
29 мая
США — Аргентина 3:0 (25:23, 25:21, 30:28)

## Итоги

### Положение команд
| США                         |
| Аргентина                   |
| Пуэрто-Рико                 |
| 4. Бразилия                 |
| 5. Канада                   |
| 6. Доминиканская Республика |
| 7. Мексика                  |
| 8. Колумбия                 |
| 9. Венесуэла                |

По итогам розыгрыша сборная Пуэрто-Рико получила возможность стартовать в квалификации Мировой лиги-2011. США, Аргентина и Бразилия уже имели путёвки в этот турнир.

### Призёры
США: Дастин Уоттен, Джеффри Мензель, Роберт Тарр, Мэттью МакКинли, Брайан Торнтон, Дин Биттнер, Макс Липситц, Дэвид Смит, Тайлер Хильдебранд, Карсон Кларк, Теодор Брюннер, Джейсон Джаблонски, Эндрю МакГёйр. Главный тренер — Ричард МакЛоулин.
  Аргентина: Мариано Хьюстиниано, Иван Кастеллани, Мартин Рамос, Бруно Винти, Демиан Гонсалес, Хуан Финоли, Федерико Перейра, Федерико Франетович, Пабло Крер, Андрес Рибоне, Кристиан Польяхен, Франко Лопес. Главный тренер — Алехандро Гросси.
  Пуэрто-Рико: Хосе Ривера, Грегори Берриос, Хуан Фигероа, Виктор Ривера, Роберто Мунис, Анхель Перес, Энрике Эскаланте, Иван Перес, Эктор Сото, Алексис Матиас, Фернандо Моралес, Эдвин Акино. Главный тренер — Карлос Кардона.

### Индивидуальные призы
MVP:  Джейсон Джаблонски
Лучший нападающий:  Джейсон Джаблонски
Лучший блокирующий:  Густаво Бонатто
Лучший на подаче:  Мариано Хьюстиниано
Лучший на приёме:  Грегори Берриос
Лучший в защите:  Марио Бекерра
Лучший связующий:  Педро Ранхель
Лучший либеро:  Грегори Берриос
Самый результативный:  Виктор Ривера